# جوآن مورل اوونز
جوآن مورل اوونز (۳۰ ژوئن ۱۹۳۳ – ۲۵ مه ۲۰۱۱) یک معلم و زیست‌شناس دریایی آمریکایی بود که در زمینه مرجان‌ها تخصص داشت. او مدارکی در زمین‌شناسی، هنرهای زیبا و مشاوره راهنمایی دریافت کرد. او یک جنس جدید از مرجان‌ها به نام رومبوسپامیا (Rhombopsammia) و سه گونه جدید از مرجان‌های دکمه‌ای به نام‌های آر. نیفادا (R. niphada)، آر. اسکوایرسی (R. squiresi) و لتیپسامیا فرانکی (Letepsammia franki) توصیف کرد.

## زندگی و خانواده
جوآن ام. اوونز در ۳۰ ژوئن ۱۹۳۳ در میامی، فلوریدا، از والدین ویلیام و لیولا مورل به دنیا آمد. او کوچک‌ترین دختر از سه دختر خانواده بود. در دهه ۱۹۶۰، جوآن مورل با فرانک ای. اوونز ازدواج کرد.
جوآن اوونز در تاریخ ۲۵ مه ۲۰۱۱ درگذشت. از او خواهرش، ویلت ام. کارلتون؛ دو دخترش، آدریان لوئیس و آنجلا اوونز؛ و یک نوه‌اش، چارا جانسون، به یادگار مانده‌اند.

## تحصیلات
با حمایت والدینش، اوونز از سنین جوانی به زندگی اقیانوس‌ها علاقه‌مند شد. در سال ۱۹۵۰، اوونز از دبیرستان بوکر تی. واشینگتن در میامی فارغ‌التحصیل شد. او دو بورس تحصیلی دریافت کرد: یکی از شرکت پپسی‌کولا و دیگری بورس هنر سارا مالونی در دانشگاه فیسک. او بعداً وارد دانشگاه فیسک شد، اما این دانشگاه برنامه‌ای در علوم دریایی ارائه نمی‌داد؛ بنابراین، در سال ۱۹۵۴ او در رشته هنرهای زیبا تحصیل کرد و مدرک کارشناسی خود را با گرایش‌های فرعی ریاضیات و روان‌شناسی دریافت کرد.
برای تحصیلات تکمیلی، اوونز وارد دانشگاه میشیگان شد با این نیت که هنر تجاری را مطالعه کند. در سال ۱۹۵۶، او تصمیم گرفت رشته خود را تغییر دهد و در نهایت مدرک کارشناسی ارشد علوم را در مشاوره راهنمایی با تمرکز بر درمان مطالعه دریافت کرد. پس از آن، او برای ادامه تحصیل در رشته زیست‌شناسی دریایی به واشینگتن بازگشت و با حمایت همراهش فیلیپ موریسون، در سال ۱۹۷۰ وارد دانشگاه جرج واشینگتن شد. دانشگاه جرج واشینگتن برنامه کارشناسی در علوم دریایی نداشت؛ بنابراین، او در رشته زمین‌شناسی با گرایش فرعی جانورشناسی تحصیل کرد تا این کمبود را جبران کند. او مدرک کارشناسی خود را در زمین‌شناسی در سال ۱۹۷۳ و مدرک کارشناسی ارشد خود را در سال ۱۹۷۶ دریافت کرد.

## تحقیقات
با ادامهٔ کار برای کسب دکترا، اوونز در سال ۱۹۷۶ به دانشگاه هاوارد در واشینگتن دی.سی. بازگشت و به‌عنوان استاد زمین‌شناسی مشغول به کار شد. او به دلیل داشتن صفات بیماری کم‌خونی داسی‌شکل، نمی‌توانست برای جمع‌آوری نمونه‌ها غواصی کند و پژوهش او محدود شد. در عوض، او پروژه‌ای آزمایشگاهی را در مؤسسه اسمیتسونین با استفاده از نمونه‌های مرجان که توسط یک مأموریت بریتانیایی در سال ۱۸۸۰ جمع‌آوری شده بودند، انجام داد. تحقیقات دکترای او به بررسی مرجان‌های دکمه‌ای در اعماق دریا اختصاص داشت. پایان‌نامه او با عنوان «تغییرات میکروساختاری در خانواده‌های سکلراکتیین می‌کروباسید ومرجان‌های قارچی و پیامدهای طبقه‌بندی و اکولوژیکی آن‌ها» بود. او مدرک دکترا خود را در سال ۱۹۸۴ از دانشگاه جرج واشینگتن دریافت کرد.
او به کار آزمایشگاهی خود در اسمیتسونین ادامه داد تا به طبقه‌بندی و مطالعهٔ مرجان‌های دکمه‌ای بپردازد. در سال ۱۹۸۶، او به رتبهٔ استاد مشارکتی در بخش زمین‌شناسی و جغرافیا در دانشگاه هاوارد ارتقا یافت. او در همان سال جنس جدیدی به نام رومبوسپامیا (Rhombopsammia) و دو گونهٔ متعلق به آن ایجاد کرد. در سال ۱۹۹۴، او گونهٔ جدیدی را به جنس لتیپسامیا (Letepsammia) افزود و آن را به نام شوهرش، فرانک ای. اوونز، لتیپسامیا فرانکی (L. franki) نام‌گذاری کرد. هر دو جنس به خانواده می‌کروباسید تعلق دارند.